# Yebisu
Yebisu (ゑびす/ヱビス, webisu) är ett öl som numera bryggs av Sapporo bryggeri.
Namnet på ölet skrivs egentligen med kana-tecknet we, som inte längre används i japanskan. Det uttalas "ebisu", men transkriberas till latinska bokstäver med ett Y.
Ölet skapades av Japan Beer 1890.